# Thompsoniana lugubris
Thompsoniana lugubris är en skalbaggsart som först beskrevs av Conrad Ritsema 1892.  Thompsoniana lugubris ingår i släktet Thompsoniana och familjen långhorningar. Inga underarter finns listade i Catalogue of Life.